# 황금에스티
황금에스티(黃金ST)는 대한민국의 스테인리스 제품 기업이다. 본사는 경기도 안산시 단원구 엠티브이1로 25에 위치해 있으며 대표이사는 김종현이다. 2008년에 충청남도 당진시에 카본스틸 코일센터를 설립하였다.

## 상장
1997년 코스닥에 상장하였고 2009년 유가증권시장에 상장되었다.

## 참고문헌
1. ↑  비철금속-니켈 테마, 티플랙스 +6.93%, 황금에스티 +5.86%, 조선비즈, 2024년 5월 20일